# Aeroportul Internațional Fredericton
Aeroportul Internațional Fredericton (IATA: YFC, ICAO: CYFC) este un aeroport din Noul Brunswick, Canada ce deservește zona Fredericton. Aeroportul a fost tranzitat în 2023 de 333.813 pasageri. A fost numit după zona deservită.
Situat la o altitudine de 21 m, aeroportul dispune de 2 piste. Este operat de Transport Canada⁠(d).

## Infrastructură

### Piste
Aeroportul dispune de 2 piste. Pista 15/33 are suprafața de asfalt și dimensiunile 1.829 m × . Pista 09/27 are suprafața de asfalt și dimensiunile 2.440 m × . 